# Allegheny (góry)

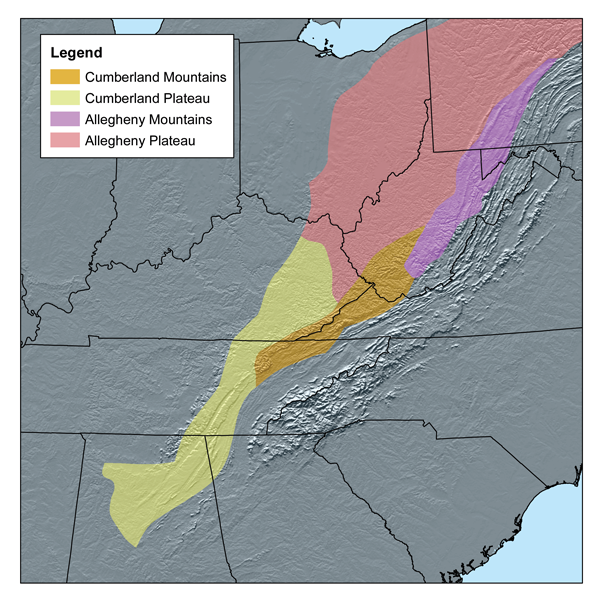
Góry Allegheny na mapie (zaznaczone kolorem fioletowym)

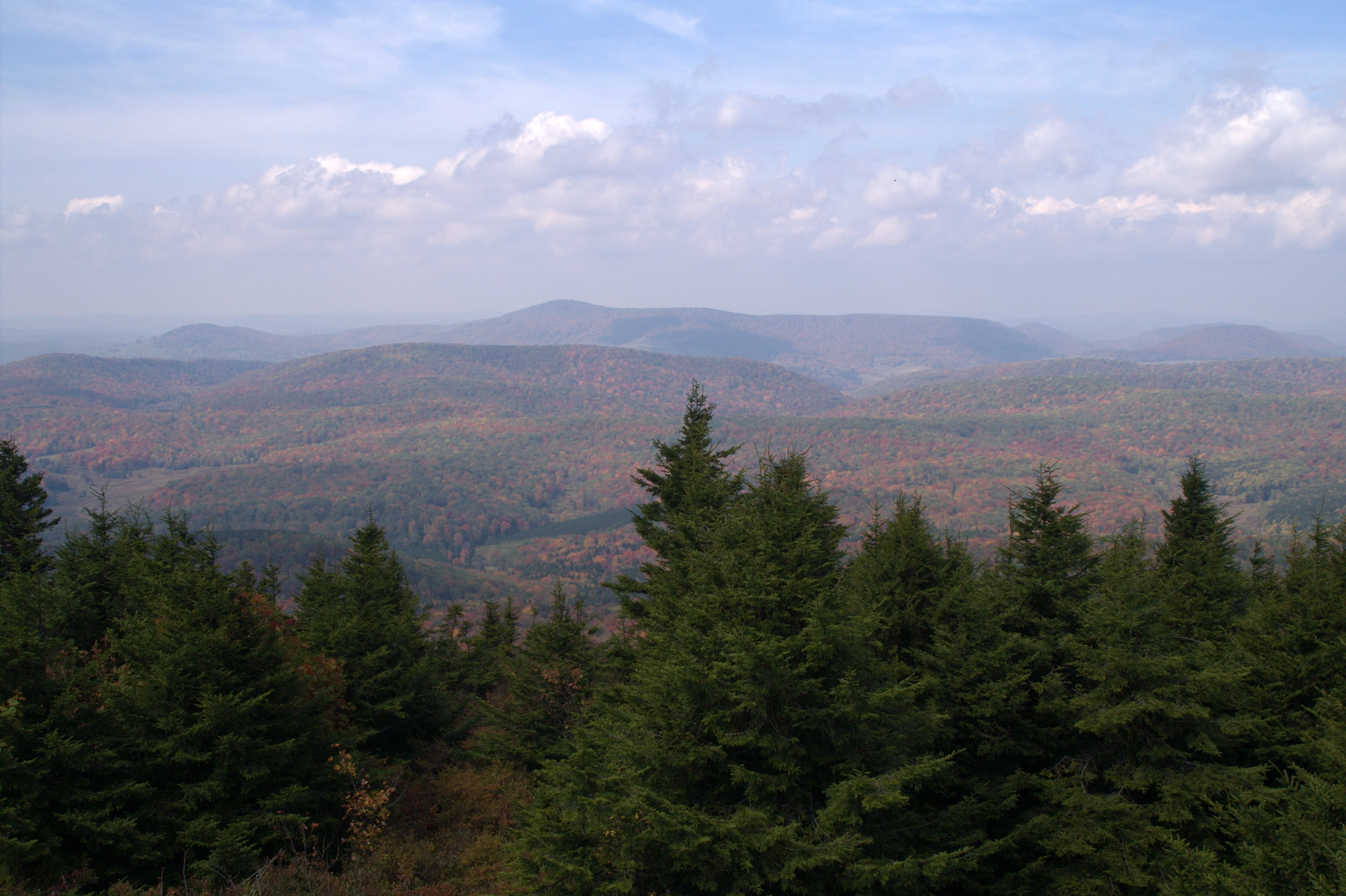
Panorama ze Spruce Knob, najwyższego szczytu gór Allegheny

Allegheny (ang. Allegheny Mountains) – pasmo górskie we wschodniej części Stanów Zjednoczonych, będące częścią systemu zachodniej grani Appalachów. Najwyższym szczytem pasma Allegheny jest Spruce Knob (1482 m n.p.m.), będący jednocześnie najwyższym punktem w stanie Wirginia Zachodnia.
Góry te stanowiły poważną barierę dla podróży ze wschodu na zachód w czasach historycznych. Bariera ta, biegnąca generalnie w kierunku północnowschodnim, ciągnie się na przestrzeni około 640 km od środkowo-północnej Pensylwanii, przez zachodnie połacie Marylandu i Wirginii Zachodniej aż po południowy zachód stanu Wirginia.
Alleghenies – jak je potocznie nazywają okoliczni mieszkańcy – stanowią poszarpany, dziki odcinek zachodniego pasma Appalachów. Najwyższe wysokości osiąganą w Wirginii Zachodniej, a na wschodzie opadają ku dolinom stokami zwanymi Frontem Allegheny. Na zachodzę przechodzą stopniowo w Płaskowyż, który sięga po Ohio i Kentucky. Głównymi miastami regionu są Johnstown (Pensylwania) i Cumberland (Maryland).
Nazwę swą góry zawdzięczają rzece Allegheny, która wypływa z ich podnóży w środkowej Pensylwanii. Znaczenie tej nazwy, która pochodzi od Indian z plemienia Lenape, nie jest do końca pewne, choć zazwyczaj tłumaczy się jako dobra/miła rzeka.  Legendy Lenapów mówią o starożytnym szczepie o nazwie "Allegewi", który zamieszkiwał nad tą rzeką i został podbity przez Delawarów. Allegheny to pierwszy zapis w języku francuskim (jak na przykład Allegheny Rivière), bowiem ziemie te należały kiedyś nominalnie do Nowej Francji, zaś pierwsze zapisy w języku angielskim podają Allegany, co do dziś zachowało się w nazwach hrabstw Allegany w Marylandzie i Wirginii.
Słowa „Allegheny” używano kiedyś powszechnie w odniesieniu do całego pasma Appalachów. W pierwszym dziesięcioleciu XIX wieku wódz Mohawków John Norton nazywał tak (zapisywane różnie) góry w Tennessee i Georgii. W tym samym mniej więcej czasie Washington Irving proponował zmienić nazwę „United States” na „Appalachia” bądź „Alleghania”. W roku 1861 Arnold Henry Guyot opublikował pierwszy w miarę dokładny opis badań geologicznych całego pasma. Na dołączonej mapie pasmo nosi nazwę „Alleghanies”, ale książka nosi tytuł On the Appalachian Mountain System. Dopiero w roku 1867 John Muir – w książce A Thousand Mile Walk to the Gulf – użył nazwy "Alleghanies", zresztą w odniesieniu do „południowych Appalachów”.